# Joseba Zubeldia
Joseba Zubeldia Agirre (Usurbil, 19 maart 1979) is een Spaans voormalig wielrenner. Samen met zijn broer Haimar reed hij bij de Baskische ploeg Euskaltel-Euskadi.

## Resultaten in voornaamste wedstrijden
| Jaar | Ronde van Italië | Ronde van Frankrijk | Ronde van Spanje |
| ---- | ---------------- | ------------------- | ---------------- |
| 2002 |                  |                     |                  |
| 2005 |                  |                     |                  |
| 2006 |                  |                     |                  |
| 2007 | opgave           |                     |                  |

| Jaar | Ronde van Vlaanderen | Parijs-Roubaix | Ronde van Lombardije |
| ---- | -------------------- | -------------- | -------------------- |
| 2002 |                      | opgave         |                      |
| 2005 |                      |                | opgave               |
| 2006 | 95e                  | 102e           |                      |
| 2007 |                      |                |                      |